# Гальмівний підкладень

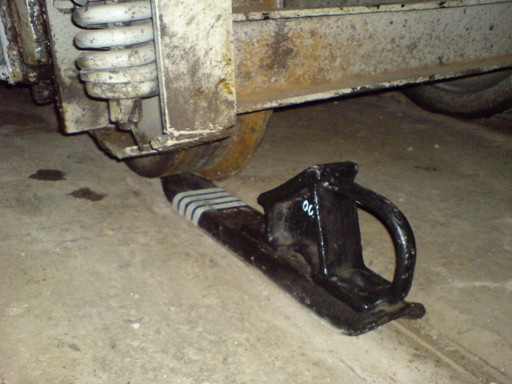
Гальмівний підкладень

Гальмівний підкладень — це пристрій, що застосовується для зменшення швидкості або зупинки рейкового рухомого складу. Використовується в якості гальмівного засобу на сортувальних (гурткових) шляхах сортувальних станцій та парків, а також для закріплення вагонів на стаціонарних під'їзних шляхах.

## Види
Розрізняють ручні та механізовані гальмівні підкладні.